# Дыбо, Владимир Антонович
Влади́мир Анто́нович Дыбо́ (30 апреля 1931, село Пироговка, Шосткинский район, Сумская область — 7 мая 2023, Таруса, Калужская область) — советский и российский лингвист, доктор филологических наук (1979), профессор (1992), академик РАН (2011). Специалист в области сравнительно-исторического языкознания, один из основателей Московской школы компаративистики.

## Биография
Окончил отделение русского языка и литературы историко-филологического факультета Горьковского университета (1954) и аспирантуру при кафедре общего и сравнительного языкознания филологического факультета МГУ. С 1958 года работал в Институте славяноведения АН СССР (РАН): старший научно-технический сотрудник, младший научный сотрудник, старший научный сотрудник, ведущий научный сотрудник; в последние годы — главный научный сотрудник Отдела славянского языкознания.
В 1962 году защитил в Институте славяноведения кандидатскую диссертацию «Проблема соотношения двух балто-славянских рядов акцентных соответствий в глаголе: слав. II: лит. 1: лтш.᷉᷉᷉~᷉᷉᷉ и слав.᷉᷉~: лит. : лтш᷉.᷉᷉᷉^», в 1979 году — докторскую диссертацию «Опыт реконструкции системы праславянских акцентных парадигм».
26 мая 2000 года был избран членом-корреспондентом Российской академии наук по Отделению литературы и языка (языкознание). С 22 декабря 2011 года — действительный член (академик) РАН по Отделению историко-филологических наук.
Директор Центра компаративистики Института восточных культур и античности РГГУ; читает курсы лекций «Сравнительная грамматика славянских языков (праславянская реконструкция)»; «Славянская сравнительно-историческая акцентология»; «Балтийская сравнительно-историческая акцентология»; «Типология и генезис парадигматических акцентных систем», по которым опубликованы авторские программы. Руководит аспирантами и докторантами; под его руководством успешно защищены 7 кандидатских диссертаций и 2 докторские.
Главный редактор журнала «Вопросы языкового родства», член редколлегии журнала «Вопросы языкознания»; входит в состав Учёного совета РГГУ и диссертационного совета Д 212.198.08 по специальностям «Сравнительно-историческое и типологическое языкознание» и «языки Азии, Африки, аборигенов Австралии и Америки» там же. Действительный член РАЕН (1992).
Председатель Московского лингвистического общества, организатор Ностратического семинара имени В. М. Иллич-Свитыча.
Супруга, В. Г. Чурганова (1931—1998), и дочь, А. В. Дыбо (род. 1959), — также известные лингвисты.
Скончался 7 мая 2023 года на 93-м году жизни в Тарусе. 12 мая состоялось прощание в зале Академии наук, 13 мая — отпевание в храме Спаса Преображения на Болвановке. Похоронен на Волковском кладбище (Мытищи).

## Научная деятельность

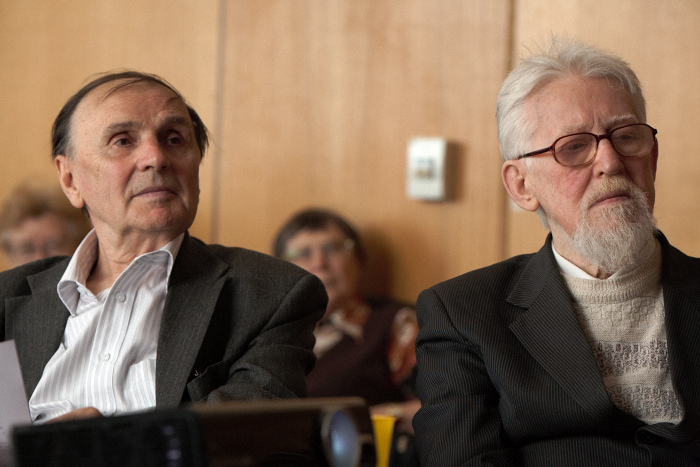
Академики А. А. Зализняк и В. А. Дыбо (2011)

Автор около 200 научных публикаций, в том числе 7 монографий.
Основные работы посвящены по сравнительно-исторической грамматике славянских, балтийских, иранских, индоевропейских и ностратических языков, по сравнительно-исторической акцентологии и исторической типологии акцентных систем, акцентология абхазо-адыгских и центрально-сахарских языков, японского языка. Внёс существенный вклад (наряду с В. М. Иллич-Свитычем, С. Л. Николаевым, А. А. Зализняком) в реконструкцию древнейшей балто-славянской акцентной системы.
Разрабатывал теорию отдалённого родства языков и реконструкции палеокультуры по данным языка. Является одним из наиболее авторитетных специалистов в названных областях в России и в мире; в частности, им впервые построена цельная и стройная концепция славянской сравнительно-исторической акцентологии, а также типология акцентных систем парадигматического типа.
Руководил рядом проектов по грантам РФФИ и РГНФ, по программе фундаментальных исследований ОИФН РАН координировал работу над коллективным трудом «Основы славянской акцентологии».

## Основные работы
Книги
- Славянская акцентология: Опыт реконструкции системы акцентных парадигм в праславянском / Институт славяноведения и балканистики АН СССР. — М.: Наука, 1981. — 272 с.
- В. М. Иллич-Свитыч: Опыт сравнения ностратических языков: Сравнительный словарь (p-q): По картотекам автора. М.: Наука, 1984. — 180 с. Соавт.: Долгопольский А. В., Дыбо А. В.
- Дыбо В. А., Замятина Г. И., Николаев С. Л. Основы славянской акцентологии. Институт славяноведения и балканистики АН СССР; Отв. ред. Р. В. Булатова. — М.: Наука, 1990. — 284 с.
- Дыбо В. А., Замятина Г. И., Николаев С. Л. Основы славянской акцентологии: Словарь. Вып. 1: Непроизводные основы мужского рода. — М.: Наука, 1993. — Т. I. Вып. 1. — 333 с.
- Морфонологизованные парадигматические акцентные системы: Типология и генезис. Том I. — М.: Языки русской культуры, 2001. — 736 с. — (Studia philologica). — 1000 экз. — ISBN 5-7859-0140-4.

Статьи
- Акцентологический комментарий к Норовской псалтыри // Норовская псалтырь. София, 1969. Т. 1;
- Афганское ударение и его значение для индоевропейской и балто-славянской акцентологии. I. Именная акцентуация // Балто-славянские исследования. М., 1974;
- Словообразование и акцентология. Акцентологические архаизмы в производных как источник для реконструкции акцентных типов производящих // Сопоставительное изучение словообразования славянских языков. М., 1987;
- Афганское ударение и его значение для индоевропейской и балто-славянской акцентологии. II. Глагольная акцентуация // Славянское и балканское языкознание. Просодия. М., 1989;
- Дыбо В. А., Николаев С. Л. К проблеме раннеславянского диалектного членения // Лингвистическая реконструкция и древнейшая история Востока. Материалы к дискуссиям на Международной конференции (Москва, 29 мая — 2 июня 1989 г.). М., 1989. Ч. 2;
- В защиту некоторых традиционных этимологий // Принципы составления этимологических и исторических словарей языков разных семей. М., 1993. С. 18-22;
- Морфологический анализ, внешнее сравнение и сопоставление в лингвистической реконструкции // Теоретические и методологические проблемы сопоставительного изучения славянских языков: Сб. ст. М., 1994. С. 197—219;
- Язык — этнос — археологическая культура (Несколько мыслей по поводу индоевропейской проблемы) // Язык — культура — этнос. М., 1994. С. 39-51;
- Accentuation Processes in the Languages of Teda-kanuri Group and Problem of Paradigmatik Accent Systems // St. Petersburg Jornal of African Studies (SPBJAS). 1994. № 2. P. 29-50;
- Новые данные по диахронологии среднеболгарских акцентных систем // Русистика. Славистика. Индоевропеистика: Сб. к 60-летию А. А. Зализняка. М., 1996. С. 356—382;
- Балтославянская акцентологическая реконструкция и индоевропейская акцентология // Studia Linguarum: De omnibus linguae rebus scibilibus et guibusdam aliis: Andrea Anatolici Filio honorem dicimus. М., 1997;
- Язык — этнос — археологическая культура (Несколько мыслей по поводу индоевропейской проблемы) // Глобализация — этнизация. Этнокультурные и этноязыковые процессы. — Кн. 1. — М., 2006. — с. 75-94;
- Балто-славянская акцентная система и итоги индоевропейской акцентологической реконструкции // Славянское языкознание: XV Международный съезд славистов. Минск, 2013 г. Доклады российской делегации. М.: Индрик, 2013.

Составитель и редактор
- Иллич-Свитыч В. М. Опыт сравнения ностратических языков (семитохамитский, картвельский, индоевропейский, уральский, дравидийский, алтайский). Введение. Сравнительный словарь (b - K) / Под ред. В. А. Дыбо. — М.: Едиториал УРСС, 2003. — 372 с. — 480 экз. — ISBN 5-354-00173-0.
- Иллич-Свитыч В. М. Опыт сравнения ностратических языков (семитохамитский, картвельский, индоевропейский, уральский, дравидийский, алтайский). Введение. Сравнительный словарь (b - K) / Под ред. В. А. Дыбо. — М.: Либроком, 2009. — 372 с. — ISBN 978-5-397-00745-0.